# Temple des cinq pagodes
 (janvier 2018).
Si vous disposez d'ouvrages ou d'articles de référence ou si vous connaissez des sites web de qualité traitant du thème abordé ici, merci de compléter l'article en donnant les références utiles à sa vérifiabilité et en les liant à la section « Notes et références ».
Pour le temple de Hohhot, voir Temple des cinq pagodes de Hohhot.

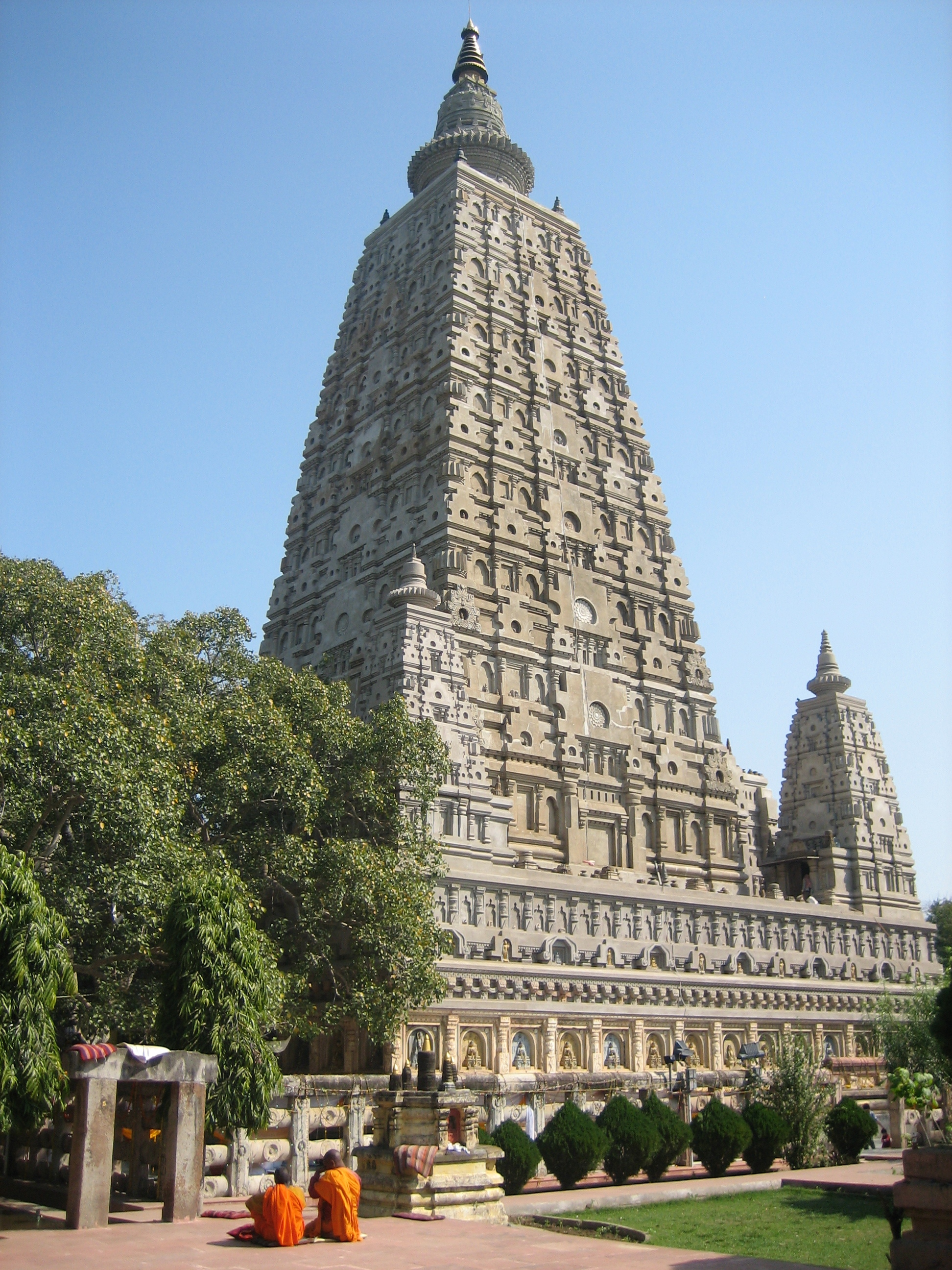
Bâtiment aux cinq pagodes du temple de la Mahabodhi, en Inde.

Un temple des cinq pagodes (chinois : 五塔寺 ; pinyin : wǔtǎsì), également appelé temple de diamant est un type de temple bouddhiste chinois inspiré du temple de la Mahabodhi, en Inde, à côté duquel se trouve l'arbre de la Bodhi qui marque l'endroit où le Bouddha Siddhartha Gautama atteignit l'illumination. La flèche centrale du temple de la Mahabodhi représente le mont Meru et on le retrouve dans différents types de temples hindous, jaïnes et bouddhistes.
En Chine, on peut citer les temples des cinq pagodes suivant :
- le temple des cinq pagodes (五塔寺) de Pékin, également appelé temple Zhenjue (真觉寺 / 真覺寺, zhēnjuésì), du XVe siècle ;
- le temple Biyun (碧云寺 / 碧雲寺, bìyúnsì), à Pékin, construit en 1331 ;
- le temple des cinq pagodes de Hohhot, également appelé temple Cideng (慈灯寺 / 慈燈寺, cídēngsì) , construit de 1727 à 1732 et situé dans la ville de Hohhot en Mongolie-Intérieure ;
- la pagode Qingjing Huayu (chinois : 清净化域塔 ; pinyin : qīngjìng huàyù tǎ) dans le temple Jaune de l'Ouest à Pékin ;
- La pagode Hua du temple Guanghui (广惠寺华塔, guǎnghuì sì huá tǎ) dans le xian de Zhengding, dans la ville-préfecture de Shijiazhuang, la province du Hebei, datant de la dynastie Jin (1115-1234) ;
- Le pagode de diamant du temple Miaozhan (妙湛寺金刚塔, miàozhàn sì jīngāng tǎ) dans le district de Guandu près de Kunming, dans la province du Yunnan.

La structure à cinq pagodes est présente également au Nord de la Thaïlande à Wat Chet Yot, centre de pèlerinage pour ceux nés l'année du serpent, qui est un temple du bouddhisme theravada.

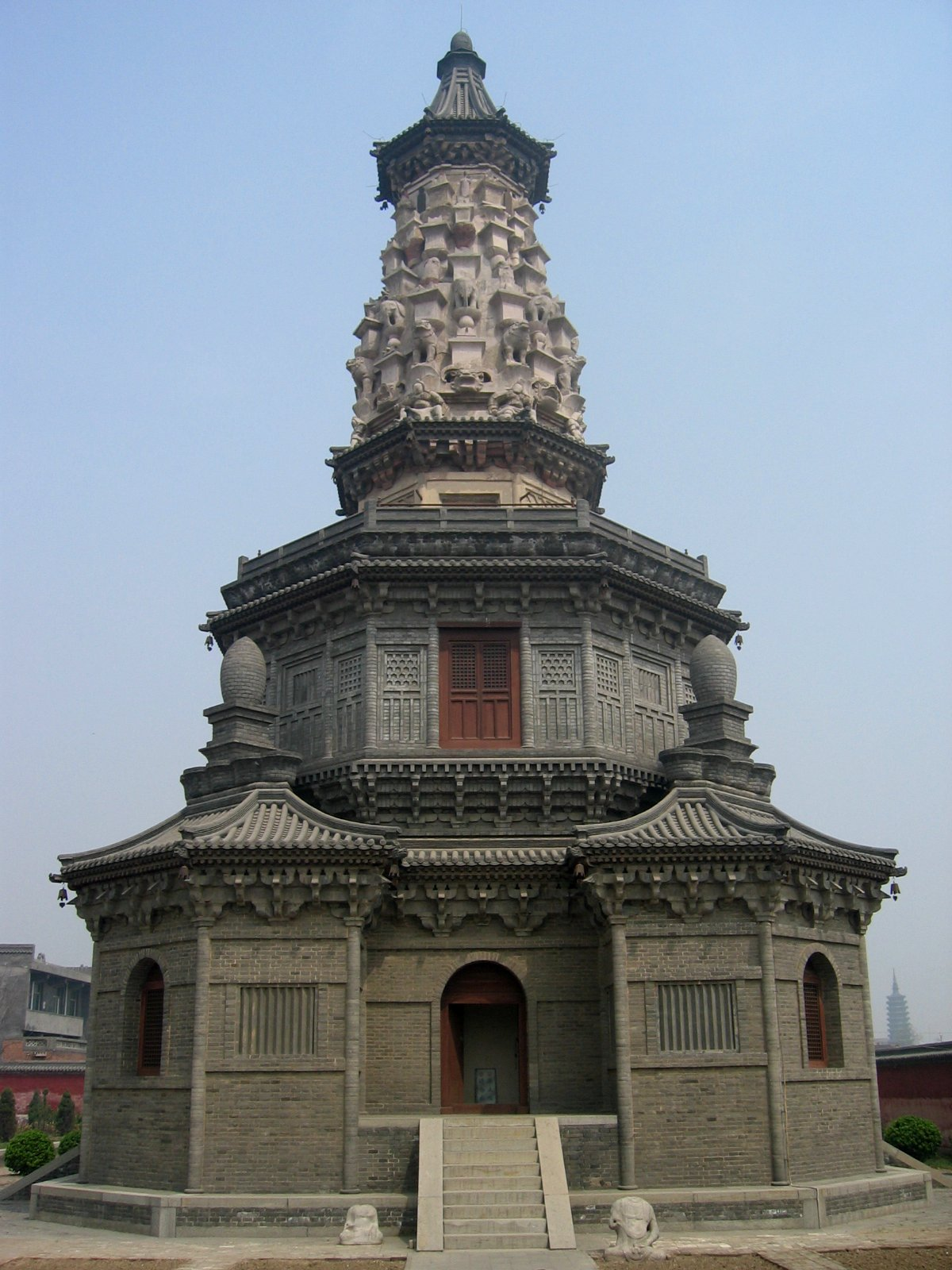
Pagode Hua.
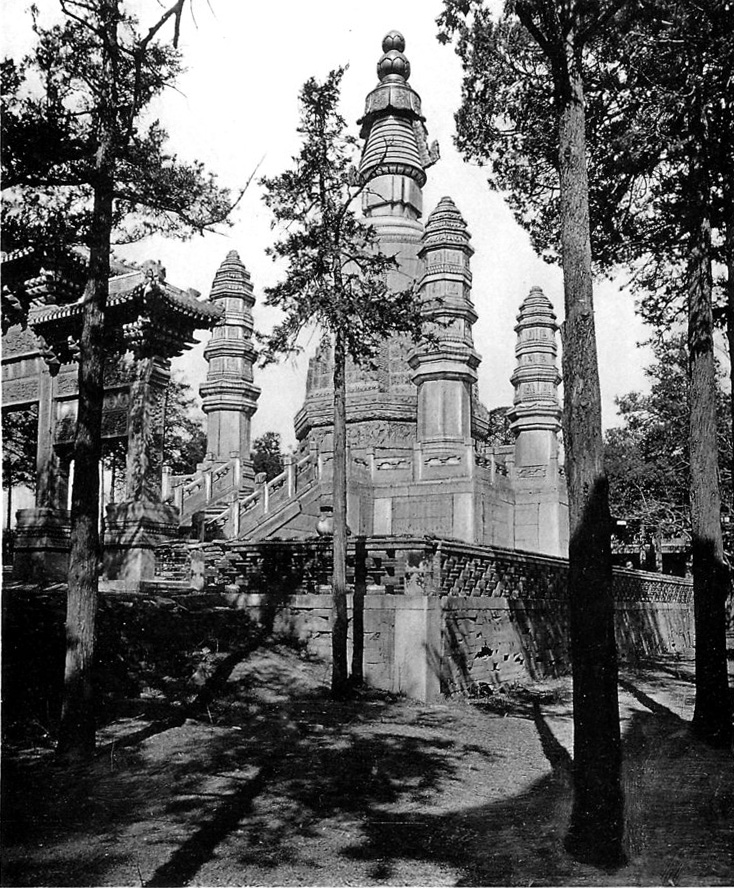
Pagode Qingjing Huayu au temple Jaune de l'Ouest.
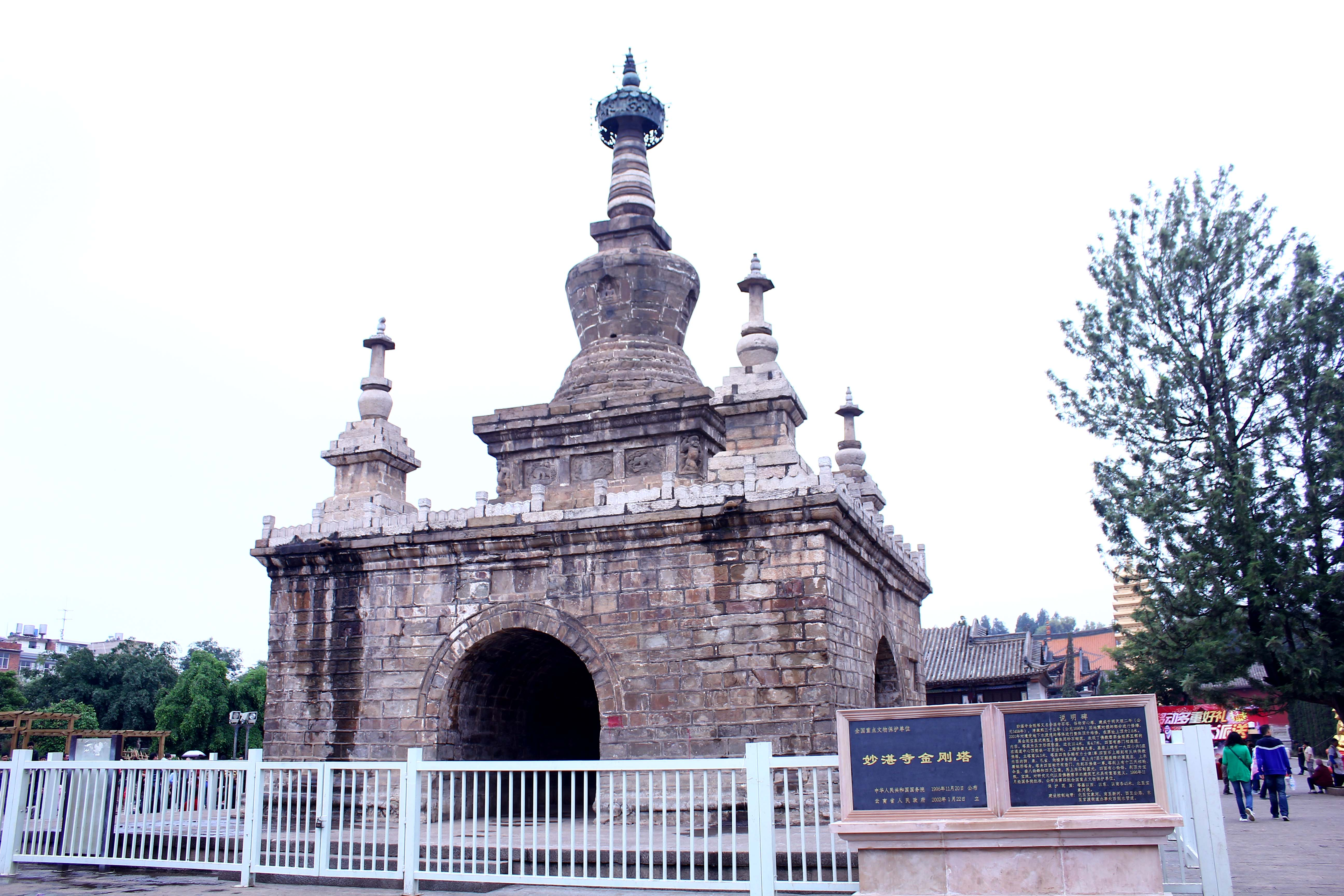
Pagode du temple Miaozhan.
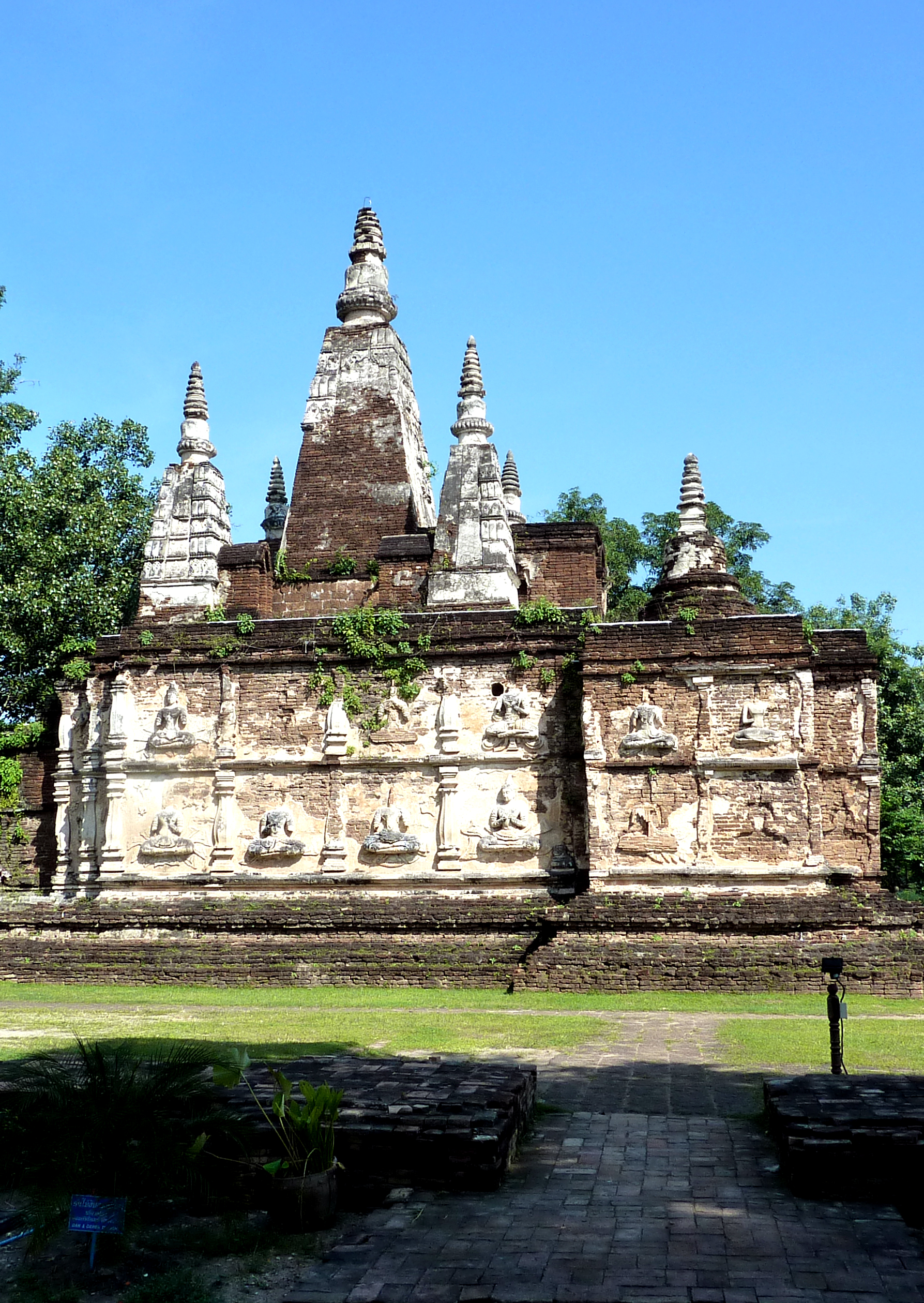
Wat Chet Yot, en Thaïlande.

### Articles connexes

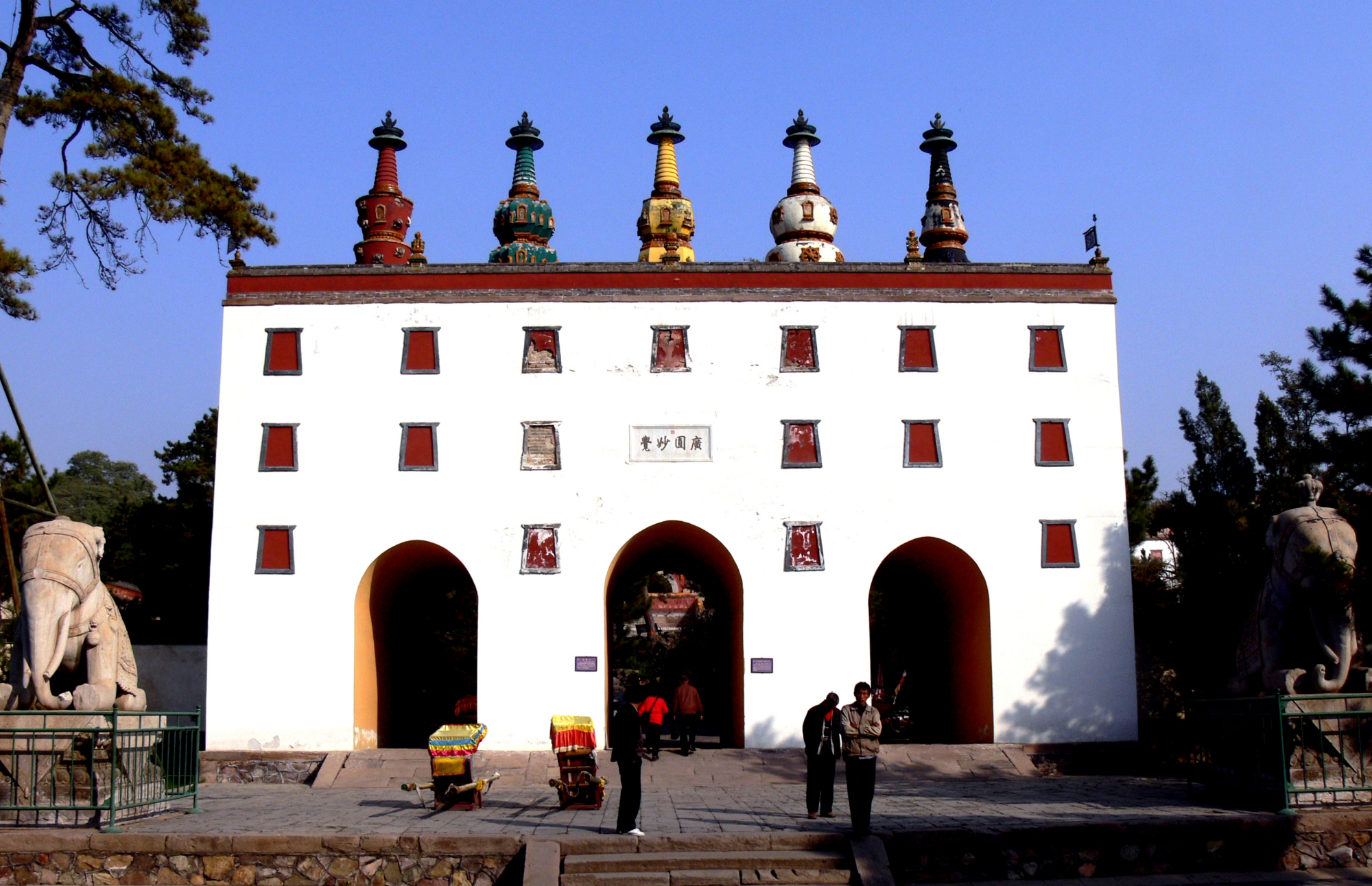
Porte des 5 pagodes